# Bana (cantor)
Adriano Gonçalves, mais conhecido por Bana (Nossa Senhora da Luz, Mindelo, Cabo Verde, 5 de março de 1932 – Loures, 13 de julho de 2013), foi um intérprete, cantor e baladeiro Cabo Verdiano.

## Biografia
Nasceu no dia 5, mas só foi registado a 11 de março. Começou a sua carreira quando Cabo Verde era um território português, enquanto trabalhava como guarda-costas e moço de recados do compositor e intérprete B. Leza.
Juntando-se ao coro dos diferentes cantores que contavam e cantavam as mornas, os amadores dos violões, das violas e dos cavaquinhos apercebem-se rapidamente da voz invulgar, "admitindo-o" entre os grandes de então. Um deles ficou particularmente encantado com a voz de Bana: nem mais nem menos do que o célebre compositor e poeta B. Leza, que o apresentou, em 1959, numa digressão que a Tuna Académica de Coimbra efetuou por São Vicente. Entre os responsáveis pela Tuna figuravam o escritor, romancista e jornalista Fernando Assis Pacheco e o poeta e político Manuel Alegre, que tentaram trazê-lo a Portugal para atuar.
No entanto, seria em Dacar (Senegal) que Bana gravaria o seu primeiro disco e daria os seus primeiros espetáculos.
De Dacar, segue para Paris, onde permanece até 1968 e grava mais dois LP, e para a Holanda, publicando mais dois "long-play" e seis EP, muito em voga na altura.
É no ano seguinte, 1969, que surge o convite para se deslocar a Portugal. Foi na inauguração do Restaurante "Monte Cara", em Lisboa, na companhia de dois dos seus amigos, Luís Morais e Morgadinho, com quem formara, em 1966, o conjunto Voz de Cabo Verde, ainda com Toy da Bibia.
Ao longo de uma carreira de mais de 60 anos, Bana publicou mais de meia centena de LP e EP, em grupo ou a solo, e participou em quatro filmes - dois franceses, um alemão e um luso/cabo-verdiano.
"Embaixador" da música cabo-verdiana, por ser pioneiro em levá-la aos quatro cantos da Europa e África, Bana foi reconhecido com várias condecorações e homenagens, quer em Cabo Verde quer no estrangeiro.
A 28 de maio de 1992, foi agraciado com o grau de Oficial da Ordem do Mérito, de Portugal.

## Discografia

### Albuns
Fontes:.
- Nha Terra (1965)
- Pensamento e Segredo (1965)
- L. Morais (1967)
- A Paris or Bana á Paris (1968)
- Recordano (Recording) (1969)
- Rotcha-Nu (1970)
- So Coladeras! (1971)
- Coladeras (1972)
- Contratempo (1974)
- Cidália (1976)
- Miss Unidos (1977)
- O encanto de Cabo Verde (1982)
- Dor di nha dor (1984)
- Gira sol (1998)
- Acaba comingo
- Ao vivo no Coliseu
- Bana - a voz de ouro - mornas
- Bana canta a magia Cap-Vert
- Bana e sua orquestra
- Camin de Maderalzim
- Canto de amores
- Fado
- Ganha gasta
- Gardenia
- Livro infinite
- Mandamentos/Sodad II
- María Barba e Tunga Tunghinha
- Avenida Marginal
- As melhores mornas de sempre
- Merecimento de mãe
- Morabeza
- Mornas inesquecíveis
- Mornas e coladeiras
- Mostero nha tentação
- Perseguida
- Pilon iletrico
- Rotcha-Nu
- Solidão
- Teresa
- La Zandunga

### Cantos
- Badiu di fora
- Cabinda a Cunene (1998)
- Canta cu alma sem ser magoado, de Pedro Rodrigues
- De bes